# Caldaro sulla Strada del Vino
Caldaro sulla Strada del Vino (en allemand, Kaltern an der Weinstraße) est une commune italienne d'environ 8 000 habitants située dans la province autonome de Bolzano dans la région du Trentin-Haut-Adige dans le nord-est de l'Italie.

## Répartition des langues
Selon le recensement de 2011, la plupart des habitants (93 %) parlent l'allemand comme langue maternelle, 6 % parlent l'italien nativement et 0,1 % le ladin.

## Géographie
Située au sud d'Appiano et au nord de Termeno sulla Strada del Vino, la commune se trouve au pied de la chaîne de montagnes de la Mendola, à côté du bois de Monticolo.
Le biotope Buche di ghiaccio, une zone naturelle protégée, s'étend en partie sur le territoire de la commune.

### Le lac de Caldaro
Sur le territoire de la commune se trouve le lac de Caldaro, connu pour la voile et le surf, car il y a beaucoup de vent. Il s'agit de la plus grande étendue d'eau du Tyrol du Sud et atteint une profondeur d'environ 6 m.
En hiver, il est souvent complètement gelé et dans ces cas, il est possible de pratiquer le patinage.

## Histoire
Le village s'est développé lors du XVIe siècle. L'architecture de ses principaux bâtiments reflète les tendances gothiques germano-italiennes de l'époque.

## Culture
Plusieurs sites sont à visiter sur place : l'église Assomption de la Vierge Marie dont le clocher atteint 72,5 mètres de haut, les ruines de la basilique San Pietro, et les ruines des anciens châteaux situés sur les collines environnantes.
Le windsurfer Klaus Maran possède 3 établissements autour du lac.

## Administration
| Période                                  | Période | Identité | Étiquette | Qualité |
| ---------------------------------------- | ------- | -------- | --------- | ------- |
|                                          |         |          |           |         |
| Les données manquantes sont à compléter. |         |          |           |         |

### Hameaux
Castelvecchio, Pianizza di Sopra, Pianizza di Sotto, San Giuseppe al Lago, Villa di Mezzo

### Communes limitrophes
Les communes limitrophes sont  Amblar-Don, Appiano sulla Strada del Vino, Cavareno, Egna, Ruffrè, Sarnonico, Termeno sulla Strada del Vino et Vadena.

## Jumelage
- Heppenheim (Allemagne) depuis 1971